# Usina eólica de Mangue Seco

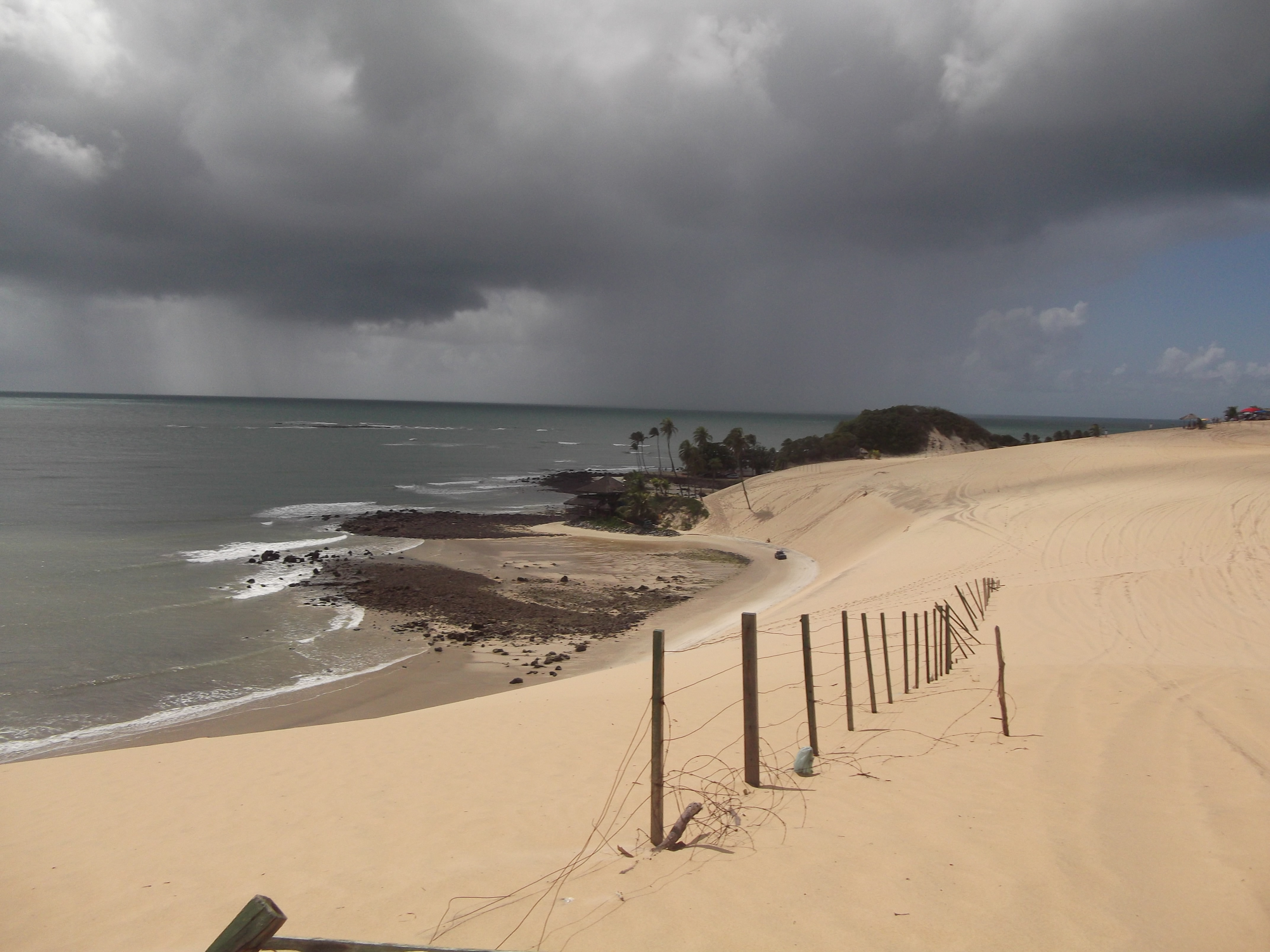
Município de Guamaré (RN)

O Complexo Eólico de Mangue Seco (UEE Mangue Seco) é um conjunto de usinas de produção de energia eólica localizada no município de Guamaré, no Rio Grande do Norte.

## Capacidade energética
Foi o primeiro parque eólico da Petrobras, composto pelas usinas Potiguar (Mangue Seco 3), Cabugi (Mangue Seco 2), Mangue Seco 1 e Juriti (Mangue Seco 4), com capacidade de 26 MW cada, num total de 104 MW, suficientes para suprir energia elétrica a uma população de 350 mil habitantes.
A usina Mangue Seco 1 foi construída em parceria da Petrobras (49%) com a Alubar Energia (51%); a usina Mangue Seco 2, em parceria da Petrobras (51%) com a Eletrobras (49%); e as usinas Mangue Seco 3 e Mangue Seco 4, em parceria da Petrobrás (49%) com a Wobben WindPower (51%).
Os contratos de venda de energia foram ofertados no primeiro leilão de energia eólica, que foi realizado em dezembro de 2009, e são válidos por 20 anos.
As usinas entraram em operação entre agosto e novembro de 2011 e receberam investimentos da ordem de R$ 424 milhões.

## Privatização
Em outubro de 2020, a Eletrobras recebeu R$ 27,6 milhões do fundo de investimentos Pirineus pela venda de 49% de participação no parque eólico Mangue Seco 2.
Em 9 de abril de 2021, foi concluída a venda pela Petrobrás e Alubar da Eólica Mangue Seco 1 por R$ 86 milhões para a V2I Energia, investida da Vinci Infraestrutura.
Em 7 de abril de 2021, os parques eólicos de Mangue Seco 3 e 4 foram vendidos pela Petrobrás e Wobben WindPower para a V2I Energia, no valor total de R$ 183,15 milhões.
As subsidiárias são sociedades anônimas de capital fechado, com o propósito específico e único de explorar concessões de serviços públicos de geração de energia eólica, prestados mediante a implantação, construção, operação e manutenção de aerogeradores.
Em 31 de maio de 2021, foi concluída a venda da totalidade de participação de 1% da Petrobrás no capital da sociedade Eólica Mangue Seco 2 para a Mangue Seco Participações S.A., investida do FIP Pirineus, que já detinha 49% de participação acionária, por um total de R$ 34,2 milhões.